# Радоман Божовић
Радоман Божовић (Шипачно, код Никшића, 13. јануар 1953) бивши је српски политичар. Био је председник Владе Републике Србије (1991—1993) и Извршног већа Војводине (1991).

## Биографија
Завршио је Економски факултет у Суботици, 1975. године. Магистрирао је 1978. године, а докторирао је 1981. године на Економском факултету у Београду.
На факултету почиње да се политички ангажује кроз Савез комуниста Југославије (СКЈ).
Од оснивања, 1990. године, се укључује у Социјалистичку партију Србије, која га 1991. као свог кандидата именује на најпре на место председника Извршног већа АП Војводине, а потом на дужност премијера Србије. На дужности премијера био је до фебруара 1993. године. Након тога је био председник Већа грађана Савезне скупштине СР Југославије.
Од марта 1999. године до 5. октобра 2000. године био је директор Генекс групе.
Радио је на суботичком факултету у својству асистента, доцента, ванредног и редовног професора на предмету Политичка економија I и II.
Професор је на Економском факултету у Новом Саду где предаје на предмету Политичка економија.